# 越南共和國第7步兵師
第7師是隸屬於越南共和國陸軍（南越陸軍）第4軍的一支師級步兵戰鬥單位，責任轄區為國土最南端的湄公河三角洲區域。
該師的總部位於美湫市，由於鄰近南越首都西貢，而涉入過南越建國後的數次政變。